# Progetto Excelsior

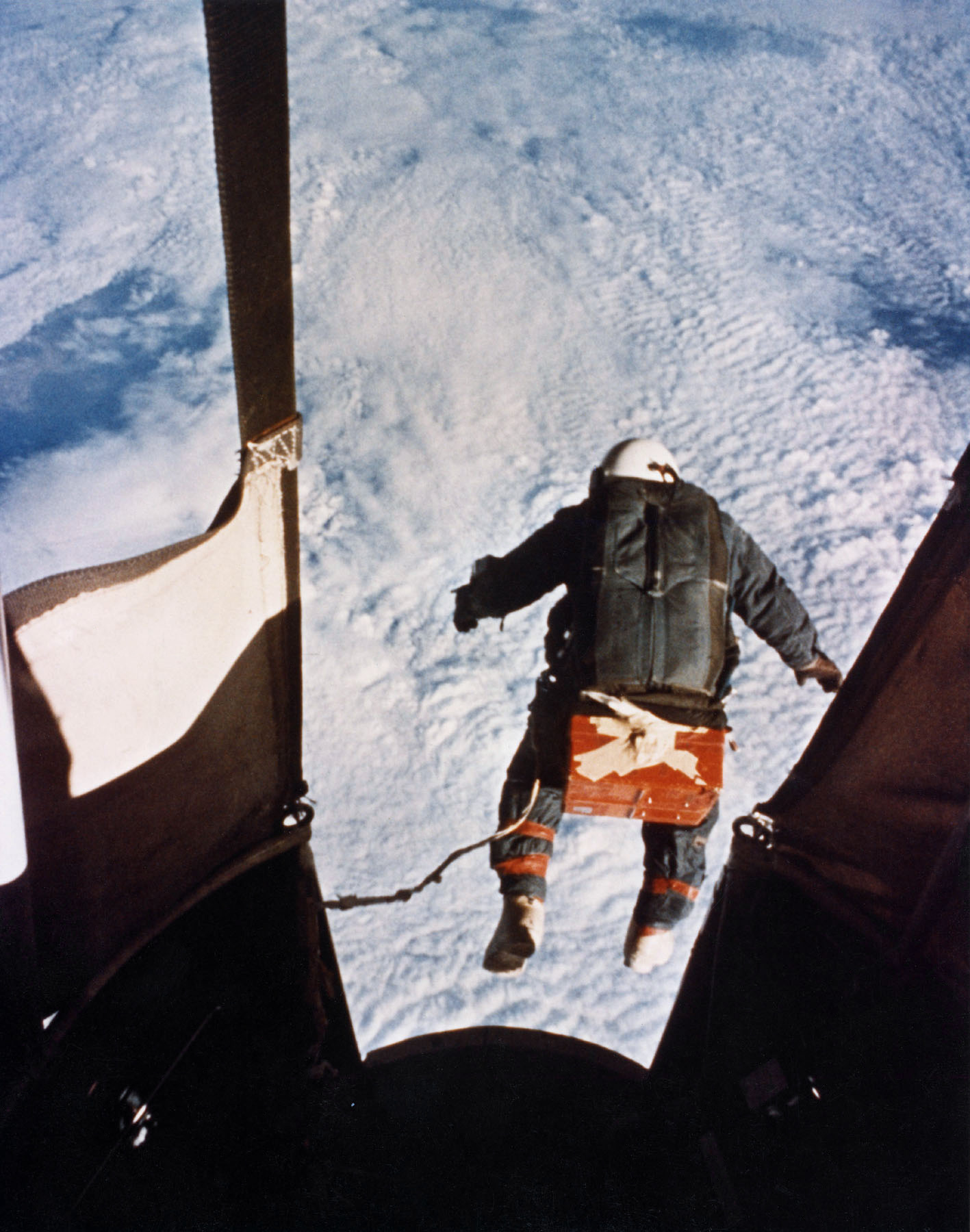
Il salto record di Joseph Kittinger

Il progetto Excelsior fu una serie di salti con paracadute effettuati negli anni 1959 e 1960 dall'aviatore statunitense Joseph Kittinger, colonnello della United States Air Force e direttore dei test, per collaudare il "sistema Beaupre" di paracadute a più stadi.
Con uno di questi salti Kittinger stabilì vari record del mondo: per il salto più alto con paracadute, per il più lungo atterraggio con parafreno e per la maggior velocità raggiunta da un uomo in atmosfera. Tutti questi record, tranne il maggior tempo trascorso in caduta libera da un pallone aerostatico, sono stati superati da Felix Baumgartner il 14 ottobre 2012.

## Storia del progetto

### Il progetto

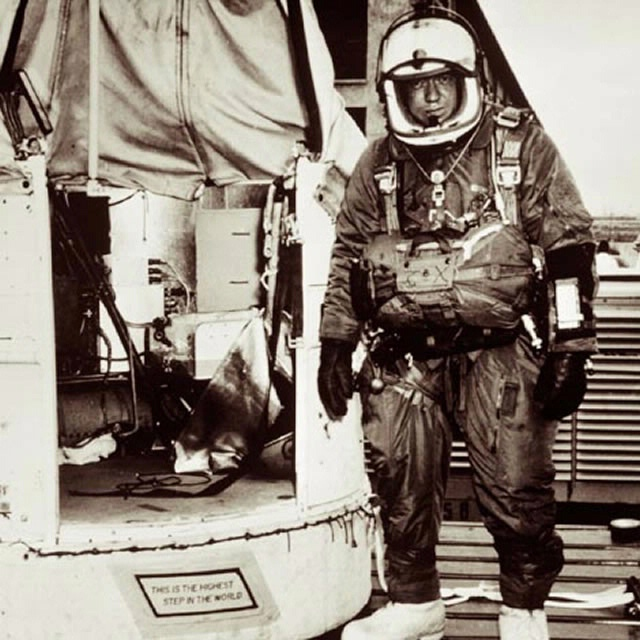
Joseph Kittinger con la gondola dell'Excelsior e l'iscrizione: "Questo è il gradino più alto del mondo"

Negli anni 1950 gli aerei a reazione iniziarono a raggiungere velocità e quote molto elevate, e ciò spinse l'aviazione statunitense (USAF) a porsi il problema della sicurezza di equipaggi costretti ad eventuali eiezioni di emergenza.
Esperimenti effettuati su manichini mostrarono la tendenza dei corpi in caduta a cadere in vite con rotazioni fino a 200 giri al minuto, potenzialmente fatali.
Il progetto Excelsior fu avviato nel 1958, con lo scopo di perfezionare un sistema di paracadute che permettesse una discesa controllata anche da alte quote. Un sistema fu proposto da Francis Beaupre, tecnico del Wright-Patterson Air Force Base dell'Ohio: consisteva in un paracadute di 2 metri con lo scopo di stabilizzare e impedire rotazioni incontrollate, e un paracadute principale di 8.5 metri da usare a quote minori. Entrambi i paracadute erano progettati per l'apertura automatica controllata da altimetri.
Per il test del sistema, i tecnici della base costruirono un pallone aerostatico di elio alto 60 metri con capacità di 85000m³, che sollevasse una "gondola" (ossia un piccolo abitacolo aperto) con il collaudatore fino alla stratosfera.
Kittinger eseguì tre salti, indossando una tuta pressurizzata con strati di protezione dal freddo e il paracadute, che raddoppiavano il suo peso.

### I salti
Il primo test (Excelsior I) ebbe luogo il 16 novembre 1959. L'altezza da cui avvenne il salto era di 23300 m. Il primo paracadute si aprì troppo presto bloccando Kittinger per il collo e ponendolo in rotazione a 120 giri al minuto. L'aviatore giunse a terra incosciente ma salvo grazie al paracadute principale, apertosi automaticamente a 3000 metri di quota.
Solo tre settimane dopo, l'11 dicembre, venne eseguito il secondo test, Excelsior II: Kittinger saltò da 22800 metri di quota, scendendo in caduta libera per 17000 metri prima dell'apertura del paracadute principale.

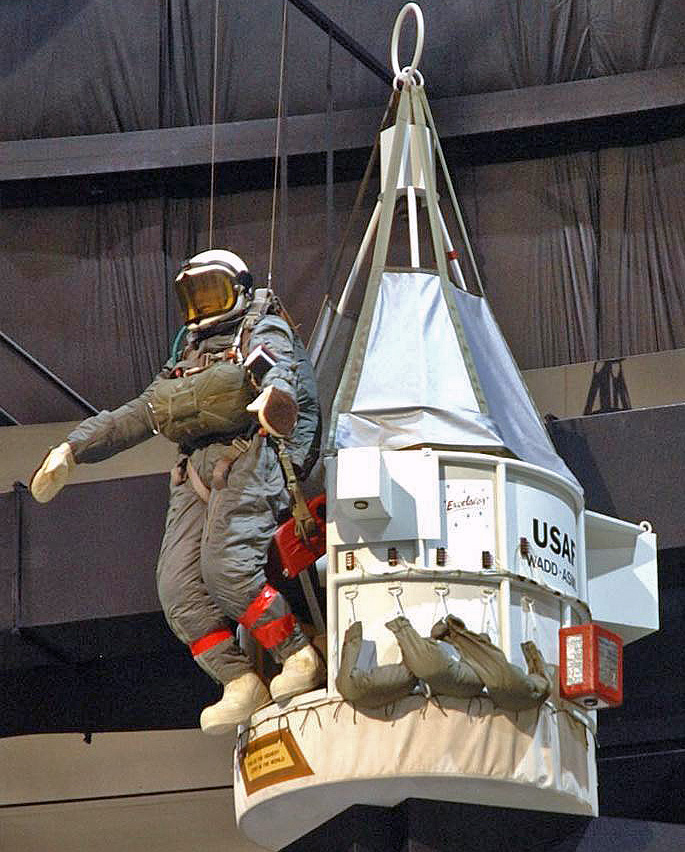
La cabina dell'Excelsior III al National Museum of the United States Air Force

Il terzo ed ultimo test, Excelsior III, fu eseguito il 16 agosto 1960. Durante l'ascesa il guanto destro di Kittinger si depressurizzò causando gravi danni alla mano, ma il colonnello non lo comunicò all'equipaggio di terra. Continuò l'ascesa fino alla quota di 31333 m, raggiunta in 91 minuti e superiore al precedente record per un pallone aerostatico con a bordo un uomo (30942 m, progetto Manhigh 1957). Kittinger rimase a tale quota per 12 minuti, perché il pallone raggiungesse l'area prevista per l'atterraggio, poi abbandonò la gondola.
Il paracadute di stabilizzazione si aprì al momento esatto e Kittinger, cadendo per 4'36'' stabilì il record per la più lunga caduta libera (record non riconosciuto da alcuni per via dell'uso del paracadute secondario). A 5330 m di altezza Kittinger aprì il paracadute principale e atterrò nel deserto del Nuovo Messico.
La discesa durò 13 minuti e 45 secondi, attuale record del mondo per i salti con paracadute.
Durante la caduta la temperatura minima toccata fu di -70 °C, e la velocità massima 988 km/h.

### I risultati
I test del progetto Excelsior dimostrarono sostanzialmente la possibilità per un equipaggio aereo di discendere in sicurezza da quote molto alte.
Il presidente Dwight Eisenhower consegnò a Kittinger l'Harmon Trophy. Il colonnello dell'USAF ricevette anche la medaglia Distinguished Flying Cross, il premio J.J. Jeffries, la medaglia Leo Stevens Parachute e il premio Wingfoot della Lighter-Than-Air Society.